# Síndrome de Kawasaki
Doença de Kawasaki é uma doença de causa desconhecida que resulta em febre e afeta sobretudo crianças com idade inferior a cinco anos. É um tipo de vasculite, com inflamação dos vasos sanguíneos por todo o corpo. A febre tem geralmente duração superior a cinco dias e não diminui com a administração de antipiréticos. Entre outros sintomas comuns estão o aumento de volume dos gânglios linfáticos do pescoço, erupções cutâneas na região genital e vermelhidão nos olhos, lábios, palmas das mãos ou dos pés. Três semanas após o início dos sintomas, a pele das mãos e dos pés pode esfolar, sendo geralmente seguida por recuperação. Entre as possíveis complicações estão a formação de aneurismas da artéria coronária no coração.
Embora as causas sejam desconhecidas, é possível que a doença seja o resultado de uma infeção que desencadeie uma resposta autoimune em pessoas geneticamente predispostas. A doença não é contagiosa. O diagnóstico geralmente baseia-se nos sinais e sintomas e pode ser complementado com ecocardiografia e análises ao sangue. Entre outras doenças com sintomas semelhantes estão a escarlatina, artrite idiopática juvenil, síndrome inflamatório multissistémico pediátrico.
O tratamento inicial consiste geralmente na administração de doses elevadas de aspirina e imunoglobulina. Com tratamento, geralmente a febre desaparece em 24 horas e a recuperação é total. Nos casos com envolvimento das artérias coronárias pode ser necessário tratamento continuado ou cirurgia. Sem tratamento, podem ocorrer aneurismas da artéria coronária em até 25% dos casos e morte em 1% dos casos. Com tratamento, o risco de morte é de apenas 0,17%.
A doença de Kawasaki é rara. Afeta entre 8 e 67 em cada 100 000 crianças com menos de cinco anos, exceto no Japão, onde afeta 124 em cada 100 000. A doença é mais comum entre rapazes do que entre raparigas. A doença de Kawasaki foi descrita pela primeira vez em 1967 pelo pediatra japonês Tomisaku Kawasaki.

## Sinais e sintomas
A doença começa com uma fase aguda que dura duas semanas:
- Febre alta (acima de 39°C) intermitente resistente a medicamentos;
- Boca e língua cor de morango;
- Irritabilidade;
- Conjuntivite;
- Erupções cutâneas (rash), principalmente o tronco, virilhas e nádegas;
- Inchaço de mãos e pés (edema periférico);
- Inchaço dos gânglios do pescoço (adenopatia);
- Diarreia;
- Meningite asséptica;
- Inflamação do coração (Miocardite e/ou pericardite);

Na terceira semana a febre, inchaço, gânglios e erupções cutâneas desaparecem, mas o resto pode continuar e outros aparecem:
- Transtorno de coagulação (trombocitose);
- Perda de apetite;
- Descamação nas pontas dos dedos;

Nessa fase podem ocorrer diversas complicações a longo prazo, como arritmias, sopros cardíacos, pericardite, miocardite e problemas nas válvulas coronárias (valvulopatias) e aneurismas de artérias coronárias.
Outros sintomas inespecíficos relatados incluem tosse, catarro, vômitos, dor de cabeça, dificuldade para respirar e convulsão.

## Causas
A causa é desconhecida, sendo a teoria mais aceita que envolve a interação de fatores genéticos, infecção transmitida pelo ar e uma reação cruzada autoimune.
Um estudo realizado pelos pesquisadores Jeffrey S. Kahn e colaboradores da Yale University, revelou que a doença de Kawasaki pode estar associada com infecção pelo coronavírus New Haven. Eles analisaram secreções respiratórias de 11 crianças diagnosticadas com a doença de Kawasaki. Oito (73%) dos pacientes de Kawasaki foram positivos para o novo coronavírus New Haven.

## Diagnóstico
Além da clínica, diversos exames podem encontrar sinais que necessitam tratamento, dentre eles:
- Contagem de glóbulos completa pode revelar anemia normocítica e trombocitose
- Taxa de sedimentação, está elevada e pode revelar eritrocitose
- Proteína c-reativa (CRP) está elevada
- Testes de função hepática, podem mostrar evidência de hepatite e baixa albumina
- Eletrocardiograma pode mostrar evidência de deficiência orgânica ventricular ou, ocasionalmente, arritmia devido à miocardite
- Ecocardiograma pode mostrar artérias coronárias com aneurismas.
- Punção Lombar pode mostrar evidência de meningite asséptica
- Angiograma para revelar aneurisma de artérias coronárias

## Tratamento
Durante quase 5 dias os médicos administram altas doses de imunoglobulina via endovenosa em altas doses e aspirina pela via oral. Cessando a febre, são prescritas doses baixas de aspirina, durante vários meses para evitar aparecimento de coágulos e proteger o coração contra risco de lesão coronariana.
Os aneurismas do coração são tratados com anticoagulantes e aspirina. Já aneurismas de menor monta, utiliza-se somente aspirina. Para evitar a síndrome de Reye, em casos de gripe e varicela, pode ser usado, no lugar da aspirina o dipiridamol.

## História
Os registros históricos apontam a primeira descrição realizada pelo pediatra japonês Tomisaku Kawasaki, em 1967. Ele descreveu cinquenta  crianças com vermelhidão na boca e garganta, febre, manchas na pele, inchaço nos gânglios, mãos e pés, dando nome a este conjunto de síndrome muco-cutâneo-ganglionar. Depois, foram incluídos os problemas vasculares como os aneurismas de coronárias.